# Фуцзянь
26°33′0″ пн. ш. 117°51′0″ сх. д. / 26.55000° пн. ш. 117.85000° сх. д.
Фуцзянь (кит.: 福建; піньінь Fújiàn) — провінція на сході Китаю. Столиця і найбільше місто — Фучжоу. Населення 64,610 млн (8-е місце серед провінцій; дані 2004 року).

## Адміністративний поділ
Провінція поділяється на 8 міських округів та 1 місто субпровінційного значення.
| Карта         | №                               | Українська назва | Китайська назва | Піньінь |
| ------------- | ------------------------------- | ---------------- | --------------- | ------- |
|               | Місто субпровінційного значення |                  |                 |         |
| 2             | Сямень                          | 厦门市           | Xiàmén Shì      |         |
| Міські округи |                                 |                  |                 |         |
| 1             | Фучжоу                          | 福州市           | Fúzhōu Shì      |         |
| 3             | Лун'янь                         | 龙岩市           | Lóngyán Shì     |         |
| 4             | Наньпін                         | 南平市           | Nánpíng Shì     |         |
| 5             | Нінде                           | 宁德市           | Níngdé Shì      |         |
| 6             | Путянь                          | 莆田市           | Pútián Shì      |         |
| 7             | Цюаньчжоу                       | 泉州市           | Quánzhōu Shì    |         |
| 8             | Саньмін                         | 三明市           | Sānmíng Shì     |         |
| 9             | Чжанчжоу                        | 漳州市           | Zhāngzhōu Shì   |         |

## Історія

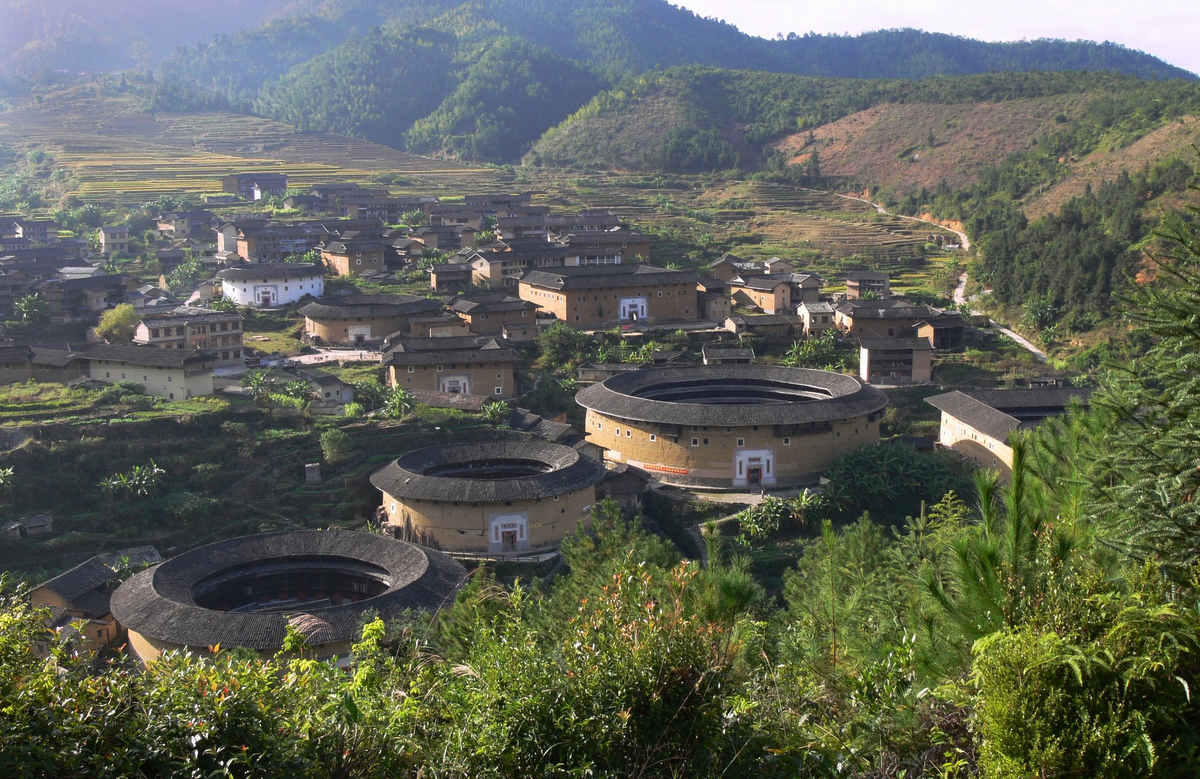
Традиційні будинки тулоу фуцзяньських хакка у сел. Чусі

### Загострення 2022 року
30 липня 2022 року з'явилася інформація, що Китай перекидає PHL-16 до провінції Фуцзянь, яка найближче до Тайваню. Китай почав проводити військові навчання біля Тайваню. У відповідь Тайвань розгорнув свою ППО. До Тайваню направився авіаносець США USS Ronald Reagan (CVN-76), супроводжувати Ненсі Пелосі, яка вилетіла до Тайваню.